# إسحاق إدوارد فيرغسون
إسحاق إدوارد فيرغسون هو محامي كندي، ولد في 23 نوفمبر 1888، وتوفي في 1964.